# Galliano
Galliano je italský bylinný likér čiré žluté barvy. K výrobě je potřeba 70 druhů bylin, květin a koření (anýz, vanilka, lékořice). Recept na tento likér vytvořil Arturo Vaccari z Livorna. Obsahuje 35 % alkoholu. Název Galliano dostal po italském vojevůdci Guiseppemu Gallianovi.